# Basketball-Europameisterschaft 1979
Die 21. Basketball-Europameisterschaft der Herren (offiziell: Eurobasket 1979) fand vom 9. bis 19. Juni 1979 in Italien statt. Nach drei zuletzt vergeblichen Anläufen konnte sich die sowjetische Mannschaft zum insgesamt zwölften Mal die Goldmedaille sichern. Silber ging an Israel, Bronze gewann der Titelverteidiger aus Jugoslawien.

## Austragungsorte
Austragungsorte waren Mestre, Siena, Gorizia und Turin.

## Vorrunde
Die Vorrunde wurde in drei Gruppen mit je vier Mannschaften ausgetragen. Der Sieger eines Spiels erhielt zwei Punkte, der Verlierer einen Punkt. Stand ein Spiel am Ende der regulären Spielzeit unentschieden, so gab es Verlängerung. Bei Punktgleichheit entschied der direkte Vergleich gegeneinander.
Die beiden Erst- und Zweitplatzierten jeder Gruppe waren für die Finalrunde gesetzt und hatten EM-Platz 6 bereits sicher. Die restlichen Mannschaften spielten in der Platzierungsrunde um den 7. EM-Platz.

### Gruppe A
| Spiel | Team 1           | Team 2           | Ergebnis | 1. H. | 2. H. | Verl. |
| ----- | ---------------- | ---------------- | -------- | ----- | ----- | ----- |
| A 1   | Tschechoslowakei | Belgien          | 90:69    | 39:32 | 51:37 | –     |
| A 2   | Italien          | Griechenland     | 81:52    | 43:28 | 38:24 | –     |
| A 3   | Tschechoslowakei | Griechenland     | 74:67    | 41:30 | 33:37 | –     |
| A 4   | Italien          | Belgien          | 86:76    | 44:41 | 42:35 | –     |
| A 5   | Griechenland     | Belgien          | 92:68    | 45:27 | 47:41 | –     |
| A 6   | Italien          | Tschechoslowakei | 68:74    | 36:39 | 32:35 | –     |

| Platz | Team             | Spiele | Siege | Niederl. | Punkte | Körbe   | Diff | qualifiziert für  |
| ----- | ---------------- | ------ | ----- | -------- | ------ | ------- | ---- | ----------------- |
| 1     | Tschechoslowakei | 3      | 3     | 0        | 6      | 238:204 | +34  | Finalrunde        |
| 2     | Italien          | 3      | 2     | 1        | 5      | 235:202 | +33  | Finalrunde        |
| 3     | Griechenland     | 3      | 1     | 2        | 4      | 211:223 | −12  | Platzierungsrunde |
| 4     | Belgien          | 3      | 0     | 3        | 3      | 213:268 | −55  | Platzierungsrunde |

### Gruppe B
| Spiel | Team 1      | Team 2      | Ergebnis | 1. H. | 2. H. | Verl. |
| ----- | ----------- | ----------- | -------- | ----- | ----- | ----- |
| B 1   | Bulgarien   | Spanien     | 81:085   | 43:48 | 38:37 | –     |
| B 2   | UdSSR       | Niederlande | 92:084   | 43:42 | 49:42 | –     |
| B 3   | Niederlande | Spanien     | 83:105   | 52:48 | 31:57 | –     |
| B 4   | Bulgarien   | UdSSR       | 71:104   | 39:49 | 32:55 | –     |
| B 5   | Bulgarien   | Niederlande | 82:087   | 30:38 | 52:49 | –     |
| B 6   | UdSSR       | Spanien     | 90:101   | 43:46 | 47:55 | –     |

| Platz | Team        | Spiele | Siege | Niederl. | Punkte | Körbe   | Diff | qualifiziert für  |
| ----- | ----------- | ------ | ----- | -------- | ------ | ------- | ---- | ----------------- |
| 1     | Spanien     | 3      | 3     | 0        | 6      | 291:254 | +37  | Finalrunde        |
| 2     | UdSSR       | 3      | 2     | 1        | 5      | 286:256 | +30  | Finalrunde        |
| 3     | Niederlande | 3      | 1     | 2        | 4      | 254:279 | −25  | Platzierungsrunde |
| 4     | Bulgarien   | 3      | 0     | 3        | 3      | 234:276 | −42  | Platzierungsrunde |

### Gruppe C
| Spiel | Team 1      | Team 2      | Ergebnis | 1. H. | 2. H. | Verl. |
| ----- | ----------- | ----------- | -------- | ----- | ----- | ----- |
| C 1   | Israel      | Polen       | 86:078   | 44:30 | 42:48 | –     |
| C 2   | Jugoslawien | Frankreich  | 80:065   | 35:34 | 45:31 | –     |
| C 3   | Israel      | Frankreich  | 83:092   | 42:37 | 41:55 | –     |
| C 4   | Polen       | Jugoslawien | 95:102   | 35:58 | 60:44 | –     |
| C 5   | Frankreich  | Polen       | 76:085   | 45:46 | 31:39 | –     |
| C 6   | Israel      | Jugoslawien | 77:076   | 42:45 | 35:31 | –     |

| Platz | Team        | Spiele | Siege | Niederl. | Punkte | Körbe   | Diff | qualifiziert für  |
| ----- | ----------- | ------ | ----- | -------- | ------ | ------- | ---- | ----------------- |
| 1     | Israel      | 3      | 2     | 1        | 5      | 246:246 | ±0   | Finalrunde        |
| 2     | Jugoslawien | 3      | 2     | 1        | 5      | 258:237 | +21  | Finalrunde        |
| 3     | Polen       | 3      | 1     | 2        | 4      | 258:264 | −06  | Platzierungsrunde |
| 4     | Frankreich  | 3      | 1     | 2        | 4      | 233:248 | −15  | Platzierungsrunde |

## Platzierungsrunde
Sämtliche Mannschaften, die in ihrer Vorrundengruppe die beiden ersten Plätze für das Weiterkommen verpasst hatten, spielten in einer einzigen Gruppe um den 7. EM-Platz. Dieser ging an den Sieger der Platzierungsrunde, deren weitere Reihenfolge über die EM-Plätze 8 bis 12 entschied. So war der Zweitplatzierte automatisch EM-Achter, der Drittplatzierte erhielt den 9. EM-Rang usw. Die Ergebnisse der Begegnungen, die schon in der Vorrunde stattfanden, wurden mit in die Platzierungsrunde übernommen.
| Spiel | Team 1       | Team 2      | Ergebnis | 1. H. | 2. H. | Verl. |
| ----- | ------------ | ----------- | -------- | ----- | ----- | ----- |
| D 1   | Griechenland | Frankreich  | 074:076  | 34:40 | 40:36 | –     |
| D 2   | Belgien      | Bulgarien   | 098:114  | 53:53 | 45:61 | –     |
| D 3   | Niederlande  | Polen       | 094:078  | 49:42 | 45:36 | –     |
| D 4   | Belgien      | Polen       | 084:110  | 38:53 | 46:57 | –     |
| D 5   | Niederlande  | Frankreich  | 067:080  | 36:44 | 31:36 | –     |
| D 6   | Griechenland | Bulgarien   | 100:085  | 52:34 | 48:51 | –     |
| D 7   | Bulgarien    | Polen       | 078:085  | 39:38 | 39:47 | –     |
| D 8   | Griechenland | Niederlande | 079:075  | 31:41 | 48:34 | –     |
| D 9   | Belgien      | Frankreich  | 098:111  | 42:54 | 56:57 | –     |
| D10   | Griechenland | Polen       | 073:077  | 40:37 | 33:40 | –     |
| D11   | Bulgarien    | Frankreich  | 077:080  | 37:43 | 40:37 | –     |
| D12   | Belgien      | Niederlande | 085:115  | 47:65 | 38:50 | –     |

| Platz | Team         | Spiele | Siege | Niederl. | Punkte | Körbe   | Diff |
| ----- | ------------ | ------ | ----- | -------- | ------ | ------- | ---- |
| 1     | Polen        | 5      | 4     | 1        | 9      | 435:405 | +030 |
| 2     | Frankreich   | 5      | 4     | 1        | 9      | 423:401 | +022 |
| 3     | Griechenland | 5      | 3     | 2        | 8      | 418:381 | +037 |
| 4     | Niederlande  | 5      | 3     | 2        | 8      | 438:404 | +034 |
| 5     | Bulgarien    | 5      | 1     | 4        | 6      | 436:450 | −014 |
| 6     | Belgien      | 5      | 0     | 5        | 5      | 433:542 | −109 |

## Finalrunde
Sämtliche Erst- und Zweitplatzierte der Vorrundengruppen spielten in einer Gruppe um den Einzug in das Finale, für deren Teilnahme wiederum Rang eins bzw. zwei notwendig war. Während analog dazu Rang drei und vier die Spiel-Teilnahme um den Bronzeplatz bedeutete, belegten der Fünft- und Sechstplatzierte der Finalrunde automatisch EM-Rang 5 bzw. 6. Die Ergebnisse der Begegnungen, die schon in der Vorrunde stattfanden, wurden mit in die Finalrunde übernommen.
| Spiel | Team 1           | Team 2      | Ergebnis    | 1. H. | 2. H. | Verl. |
| ----- | ---------------- | ----------- | ----------- | ----- | ----- | ----- |
| E 1   | Tschechoslowakei | Jugoslawien | 079:097     | 34:50 | 45:47 | –     |
| E 2   | Spanien          | Israel      | 084:088     | 42:41 | 42:47 | –     |
| E 3   | Italien          | UdSSR       | 084:090     | 31:41 | 53:49 | –     |
| E 4   | Italien          | Israel      | 090:078     | 43:42 | 47:36 | –     |
| E 5   | Tschechoslowakei | UdSSR       | 066:071     | 31:38 | 35:33 | –     |
| E 6   | Spanien          | Jugoslawien | 100:108     | 44:57 | 56:51 | –     |
| E 7   | UdSSR            | Jugoslawien | 096:077     | 41:34 | 55:43 | –     |
| E 8   | Italien          | Spanien     | 081:080     | 33:40 | 48:40 | –     |
| E 9   | Tschechoslowakei | Israel      | 93:94 n. V. | 47:47 | 36:36 | 10:11 |
| E10   | Italien          | Jugoslawien | 080:095     | 34:41 | 46:54 | –     |
| E11   | UdSSR            | Israel      | 092:071     | 52:34 | 40:37 | –     |
| E12   | Tschechoslowakei | Spanien     | 107:100     | 46:48 | 61:52 | –     |

| Platz | Team             | Spiele | Siege | Niederl. | Punkte | Körbe   | Diff | qualifiziert für |
| ----- | ---------------- | ------ | ----- | -------- | ------ | ------- | ---- | ---------------- |
| 1     | UdSSR            | 5      | 4     | 1        | 9      | 439:399 | +40  | Finale           |
| 2     | Israel           | 5      | 3     | 2        | 8      | 408:435 | −27  | Finale           |
| 3     | Jugoslawien      | 5      | 3     | 2        | 8      | 453:432 | +21  | Spiel um Platz 3 |
| 4     | Tschechoslowakei | 5      | 2     | 3        | 7      | 419:430 | −11  | Spiel um Platz 3 |
| 5     | Italien          | 5      | 2     | 3        | 7      | 403:417 | −14  |                  |
| 6     | Spanien          | 5      | 1     | 4        | 6      | 465:474 | −09  |                  |

Spiel um Platz 3
Der Dritt- und Viertplatzierte der Finalrundengruppe spielten um EM-Bronze.
| Spiel | Team 1      | Team 2           | Ergebnis | 1. H. | 2. H. | Verl. |
| ----- | ----------- | ---------------- | -------- | ----- | ----- | ----- |
| 43    | Jugoslawien | Tschechoslowakei | 99:92    | 56:46 | 43:46 | –     |

Finale
Der Erst- und Zweitplatzierte der Finalrundengruppe spielten um den Europameistertitel.
| Spiel | Team 1 | Team 2 | Ergebnis | 1. H. | 2. H. | Verl. |
| ----- | ------ | ------ | -------- | ----- | ----- | ----- |
| 44    | UdSSR  | Israel | 98:76    | 47:38 | 51:38 | –     |

## Endstand
| Rang | Team             | Siege : Niederl. | Korbverhältnis |
| ---- | ---------------- | ---------------- | -------------- |
| 1    | UdSSR            | 7 : 1            | 1,1635         |
| 2    | Israel           | 4 : 4            | 0,9289         |
| 3    | Jugoslawien      | 6 : 2            | 1,0731         |
| 4    | Tschechoslowakei | 4 : 4            | 1,0150         |
| 5    | Italien          | 4 : 3            | 1,0459         |
| 6    | Spanien          | 3 : 4            | 1,0266         |
| 7    | Polen            | 4 : 3            | 1,0253         |
| 8    | Frankreich       | 5 : 2            | 1,0284         |
| 9    | Griechenland     | 3 : 4            | 1,0019         |
| 10   | Niederlande      | 3 : 4            | 1,0067         |
| 11   | Bulgarien        | 1 : 6            | 0,9202         |
| 12   | Belgien          | 0 : 7            | 0,8050         |